# Meridiano 126 oeste
El meridiano 126 oeste de Greenwich es una línea de longitud que se extiende desde el Polo Norte atravesando el océano Ártico, América del Norte, el océano Pacífico, el océano Antártico y la Antártida hasta el Polo Sur.
El meridiano 126 oeste forma un gran círculo con el meridiano 54 este.
Comenzando en el Polo Norte y dirigiéndose hacia el Polo Sur, el meridiano 126 oeste pasa a través de:
| Coordenadas                        | País, territorio o mar | Notas                                                                                               |
| ---------------------------------- | ---------------------- | --------------------------------------------------------------------------------------------------- |
| 90°0′N 126°0′O / 90.000, -126.000  | Océano Ártico          | |
| 75°52′N 126°0′O / 75.867, -126.000 | Mar de Beaufort        | |
| 71°59′N 126°0′O / 71.983, -126.000 | Canadá                 | Territorios del Noroeste - un 1 km, el punto más occidental de la Isla de Banks (Cabo Kellett)      |
| 71°58′N 126°0′O / 71.967, -126.000 | Golfo de Amundsen      | |
| 69°25′N 126°0′O / 69.417, -126.000 | Canadá                 | Territorios del Noroeste Yukón Columbia Británica - contienental, Isla de Vancouver y Vargus Island |
| 49°9′N 126°0′O / 49.150, -126.000  | Océano Pacífico        | |
| 60°0′S 126°0′O / -60.000, -126.000 | Océano Antártico       | |
| 73°6′S 126°0′O / -73.100, -126.000 | Antártida              | Territorio no reclamado                                                                             |